# Eutretauranosuchus
Eutretauranosuchus — вимерлий рід гоніофолідід крокодилоподібних. E. delfsi — єдиний відомий вид у межах роду.
Характеристики черепа E. delfi включають подовжений і платіростральний череп, задньолатеральні западини на альвеолярному верхньощелепному відростку, мінімальну бічну хвилястість зубного ряду (верхньощелепної), розширені носові частини, розташовані спереду від префронтальних відділів, відсутність контакту між носовими та зовнішніми носовими пазами. , сплюснуту і широку внутрішню кленову перегородку з краями, які піднімаються вздовж надскроневих вікон, і носоглоткову перегородку, утворену передньою дивергенцією вомеральних відростків. Слізна кістка має форму прямокутника, її передньо-задня довжина в два рази перевищує її ширину. Велика заочноямкова планка з трикутним поперечним перерізом створює розділ між орбітою та підскроневим вікном. Посткраніальний скелет Goniopholididae характеризується амфіцелярними хребцями, двома рядами паравертебральних остеодерм із з’єднанням «кілочок і борозенка» та полігональними вентрально розташованими остеодермами.